# دايفيد هاربر
دايفيد هاربر (بالإنجليزية: David W. Harper)‏ (و. 1961 – م) هو ممثل، وممثل أفلام، وممثل تلفزيوني، من الولايات المتحدة الأمريكية، ولد في أبيلين، تكساس.

## وصلات خارجية
- دايفيد هاربر على موقع IMDb (الإنجليزية)
- دايفيد هاربر على موقع ألو سيني (الفرنسية)
- دايفيد هاربر على موقع أول موفي (الإنجليزية)
- دايفيد هاربر على موقع إن إن دي بي (الإنجليزية)
- دايفيد هاربر على موقع قاعدة بيانات الفيلم (الإنجليزية)
- دايفيد هاربر على موقع كينوبويسك (الروسية)